# Estação Sargento Aldea
A Estação Sargento Aldea é uma das estações do Metrô de Valparaíso, situada em Villa Alemana, entre a Estação Villa Alemana e a Estação Peñablanca. É administrada pelo Metro Regional de Valparaíso S.A..
A atual edificação foi inaugurada em 23 de novembro de 2005. Localiza-se no cruzamento da Rua Sargento Aldea com a Rua Ignacio Carrera Pinto. Atende o setor Sargento Aldea.